# 3DMark
3DMark é um software de benchmark criada e desenvolvida pela Futuremark Corporation (anteriormente MadOnion.com e inicialmente Futuremark) para testar a capacidade do processador em processar graficos em 3D. Rodando o programa após o término da avaliação é mostrada uma pontuação, números maiores indicam um melhor desempenho. A unidade de medição do 3DMark destina-se a dar uma média normalizada para comparar diferentes configurações de hardware entre os computadores (principalmente as placas de vídeo e os processadores).
Muitas versões do 3DMark foram lançadas desde 1998. Cada versão do 3DMark é baseada em uma versão específica das pontuações da API da Microsoft o DirectX, as pontuações não devem ser comparadas com as diferentes versões.